# Tom Bateman
Thomas Jonathan Bateman (Oxford, 15 maart 1989) is een Brits acteur.
Bateman werd geboren in een arbeidersgezin in Oxford in de graafschap Oxfordshire. Hij studeerde drama aan de London Academy of Music and Dramatic Art (LAMDA) en speelde in de productie van Much Ado About Nothing met Catherine Tate en David Tennant. Hij trad ook toe tot het gezelschap van Kenneth Branagh in het Londense Garrick Theatre, waar hij samen met Judi Dench optrad in The Winter's Tale.
Hij begon zijn televisie carrière in 2013 als Danny Hillier in de politieserie The Tunnel en speelde kort daarna de rol van Giuliano di Piero de' Medici in de dramaserie Da Vinci's Demons. Op het witte doek verscheen hij onder andere met de rol van James in de komische actiefilm Snatched en als Bouc in de remake Murder on the Orient Express uit 2017 en het vervolg Death on the Nile uit 2021.
Sinds 2017 heeft Bateman een relatie met actrice Daisy Ridley, die hij ontmoette op de set van Murder on the Orient Express.

## Filmografie

### Films
- Creditors als Michael Redmane (2015)
- B&B als Marc (2017)
- Snatched als James (2017)
- Murder on the Orient Express als Bouc (2017)
- Hi-Lo Joe als Tony (2017)
- Cold Pursuit als Trevor 'Viking' Calcote (2019)
- Death on the Nile als Bouc (2021)

### Televisie
- The Tunnel als Danny Hillier (2017)
- Da Vinci's Demons als Giuliano di Piero de' Medici (2013-2015)
- The Honourable Woman als Greene (2014)
- Jekyll & Hyde als Robert Jekyll (2015)
- Cold Feet als Justin Parker (2016)
- Into the Dark als Wilkes (2018)
- Vanity Fair als Rawdon Crawley (2018)
- Beecham House als John Beecham (2019)
- Behind Her Eyes als David Ferguson (2021)

## Theater
(Selectie)
- Hedda Gabler als Eilert Loevborg (2008)
- Much Ado About Nothing als Claudio (2011)
- The Lion in Winter als Richard Lionheart (2011)
- The Duchess of Malfi als Antonio Bologna (2012)
- Shakespeare in Love als William Shakespeare (2014)
- The Winter's Tale als Florizel (2015)